# Louis Gautier
Louis Gautier (Aigre, 22 gennaio 1810 – Fouqueure, 26 gennaio 1884) è stato un politico e bonapartista francese.

## Biografia
Louis Gautier nacque il 22 gennaio 1810 ad Aigre, Charente. Divenuto mercante di distillati ad Aigre, divenne quindi consigliere del distretto di Charente.
Alleato con la famiglia André e di simpatie bonapartiste, iniziò ad interessarsi ben presto di politica e si candidò alla elezioni per la camera dei deputati francese nel 1876.
Gautier venne eletto per il dipartimento di Charent il 5 marzo 1876 e si schierò col movimento politico dell' Appel au peuple. Non prese parte ai dibattiti in aula, ma votò regolarmente con la minoranza conservatrice. Si schierò a favore del governo nella crisi del 16 maggio 1877.
Dopo che la camera venne sciolta ed egli venne rieletto tra i bonapartisti il 14 ottobre 1877, si dimise poi il 15 novembre 1879. Suo figlio, René François Gautier, venne eletto al suo posto il 29 febbraio 1880.
Louis Gautier morì il 26 gennaio 1884 a Fouqueure, Charente.